# مفضل بن عمر جعفی
ابو محمد مُفَضَّل بن عُمَر جُعْفی کوفی از فقهای شیعه و اصحاب و شاگردان امامان شیعه دوازده امامی جعفر بن محمد (امام ششم)، موسی بن جعفر (امام هفتم) و علی بن موسی (امام هشتم) است. او وکیل جعفر صادق در کوفه بود. او در اواخر قرن اول هجری در شهر کوفه به دنیا آمد. او روایات زیادی را از جعفر صادق و موسی کاظم نقل کرده و از روات بزرگ حدیث شناخته می‌شود.
غالب علمای شیعه چون کلینی، شیخ مفید، شیخ طوسی، او را صحابی خاص امام ششم و امام هفتم شیعیان می‌دانند و محدث قمی گوید: «اختلافات شیعیان را حل می‌کرد و نماینده امام صادق و امام کاظم علیهم السلام بوده‌است.» هر چند در ذمّ او نیز روایاتی نقل شده‌است و نسبت‌هایی چون «فاسد المذهب»، «مضطرب الروایه»، «خطابی» بودن به او داده شده‌است ولی غالب علمای شیعه روایات مذمت او را جواب داده‌اند و روایاتی که در مدح اوست را بیشتر و محکم تر دانسته‌اند. از روایات متعددی برمی آید که وی مورد وثوق و اعتماد ائمه شیعه بوده‌است.
روایات و اخبار در ذم او وی را ظاهراً زمانی با خطابیه مرتبط می‌داند و ادعا شده گاه روایاتی آمیخته با عقاید غالیان روایات کرده‌است و بیش از همه در ارتباط میان اسماعیل بن جعفر با خطابیه نقش داشته‌است. به ضبط رجال کشی، جعفر صادق گاه وی را کافر خطاب می‌کرده و خشم خود را نسبت به ارتباط وی با اسماعیل ابراز می‌کرده‌است. نجاشی او را متهم به غلو می‌کند و دربارهٔ او می‌نویسد: «فاسد المذهب، مضطرب الروایه، لا یعبأبه و قیل انّه کان خطّابیاً و لقد ذکرت له منصفات لایعول علیها» کشی به‌طور گسترده روایاتی که در مدح او وارد شده و هم روایاتی که در ذم او می‌باشد رانقل می‌کند و نتیجه‌گیری را برعهده خواننده می‌گذارد. اما شیخ مفید مفضل را از صالحان می‌داند و آیت الله خویی نظر شیخ مفید را مقدم می‌داند و غلو خواندن او را مصداق غلو اصطلاحی کلامی نمی‌داند.
مفضل سرانجام پس از هشتاد سال عمر در شهر کوفه درگذشت.

## آثار
1. کتاب توحید مفضل، که نوشتار گفته‌های جعفر صادق است و در آن به مباحث خداشناسی پرداخته و شهرت مفضل بیشتر به دلیل همین کتاب است.

.
1. کتاب الوصیه
2. کتاب الیوم و اللیله
3. کتاب علل الشرایع
4. کتاب الاهلیلجه